# 아우토반 9호선
아우토반 9호선(독일어: Bundesautobahn 9, BAB 9 분데스아우토반 9[*], A9)은 독일의 고속도로인 아우토반의 9호선이다. 베를린에서 출발하여 라이프치히와 뉘른베르크를 거쳐 뮌헨까지 이르는 고속도로이다.

## 노선
아우토반 9호선은 북쪽의 베를린의 도시 경계에서 약 30 km 떨어진 곳에 위치한 아우토반 10호선(베를리너 링)의 포츠담 분기점에서 시작된다.
아우토반 9호선이 통과하는 독일의 주는 각각 브란덴부르크주, 작센안할트주, 튀링겐주, 바이에른주이다. 라이프치히 서쪽의 작센안할트주와 작센주의 경계를 따라 지난다. 뉘른베르크와 뮌헨 구간은 뉘른베르크-뮌헨 고속철도(de:Schnellfahrstrecke Nürnberg–Ingolstadt–München)와 나란히 운행한다.